# Terry Ackland-Snow
Terry Ackland-Snow (* 12. Dezember 1943 in London, England) ist ein britischer Produktionsdesigner. Er arbeitet seit über 40 Jahren in der Filmindustrie. Gegenwärtig leitet er die fdi, Film Design International in den Pinewood Film Studios, wo er Art-Direction-Trainings gibt.

## Leben
Terry Ackland-Snow begann seine Karriere beim Film im Art Department in den Elstree Studios im Alter von 18 Jahren. Sein erster Job als Junior Draughtsman war für eine Fernsehserie namens Richard the Lion Heart. Von da ab durchlief er die verschiedenen Positionen des Art Departments bis hin zum Production Designer. Sein erster abendfüllender Spielfilm als eigenverantwortlicher Produktionsdesigner war 1963 das Melodram Begierde an schattigen Tagen mit Peter Finch, Jane Fonda und Angela Lansbury. Daraufhin folgten weitere wichtige Produktionen des britischen Kinos. Sein größter Erfolg bisher war das Szenenbild der Rocky Horror Picture Show (1975).
Als Szenenbildner ist Terry Ackland-Snow Chairman of the British Film Designers Guild (BFDG). 2001 gründete er die Film Design International, um jungen Einsteigern in die Filmindustrie sein Wissen weiterzugeben.

## Filmografie (Auswahl)
Als Art Director:
- 1975: The Rocky Horror Picture Show
- 1976: Auf der Fährte des Adlers (Sky Riders)
- 1978: Tod auf dem Nil (Death on the Nile)
- 1980: Superman II – Allein gegen alle (Superman II)
- 1981: Die große Muppet-Sause (The Great Muppet Caper)
- 1982: Der dunkle Kristall (The Dark Crystal)
- 1983: Superman III – Der stählerne Blitz (Superman III)
- 1984: Supergirl
- 1985: König David (King David)
- 1985: Spione wie wir (Spies Like Us)
- 1986: Die Reise ins Labyrinth (Labyrinth)
- 1986: Aliens – Die Rückkehr (Aliens)
- 1987: James Bond 007 – Der Hauch des Todes (The Living Daylights)
- 1988: Consuming Passions
- 1988: Genie und Schnauze (Without a Clue)
- 1989: Batman
- 1998: Get Real – Von Mann zu Mann (Get Real)

Als Production Designer
- 1985: Spione wie wir (Spies Like Us)
- 1990–1993: Inspektor Morse, Mordkommission Oxford (Inspector Morse, Fernsehserie, sieben Folgen)
- 1993: Closing Numbers – und das Leben geht weiter (Closing Numbers)
- 2000: Command Approved
- 2000: Monsignor Renard (Miniserie, vier Folgen)